# Dødzforelsket
Dødzforelsket er en dansk kortfilm fra 2012, der er instrueret af Karoline Toft Lund efter manuskript af Lasse Lyskjær Noer.

## Handling
Adam - soldat og zombiejæger, vender tilbage til sin hjemstavn, for at blive gift med sit livs udkårne - Julie. Adam opdager, måske for sent, at den fjende han har bekæmpet ude, åbenbart er tilstede overalt.